# Selina Chirchir
Selina Chirchir (ur. 28 sierpnia 1968) – kenijska lekkoatletka, biegaczka średnio- i długodystansowa, mistrzyni Afryki, dwukrotna uczestniczka igrzysk olimpijskich.
Odpadła w eliminacjach biegu na 800 metrów na igrzyskach olimpijskich w 1984 w Los Angeles. Zwyciężyła na tym dystansie na mistrzostwach Afryki w 1985 w Kairze. Zajęła 6. miejsce w tej konkurencji w zawodach pucharu świata w 1977 w Düsseldorfie.
Zdobyła złoty medal w biegu na 800 metrów i srebrny medal w biegu na 1500 metrów na mistrzostwach świata juniorów w 1986 w Atenach. Zwyciężyła w obu tych konkurencjach na igrzyskach afrykańskich w 1987 w Nairobi. Na mistrzostwach świata w 1987 w Rzymie odpadła w eliminacjach biegu na 800 metrów.
Wystąpiła w maratonie na igrzyskach olimpijskich w 1996 w Atlancie, ale go nie ukończyła.
Była mistrzynią Kenii w biegu na 800 metrów w 1985 i 1987 oraz w biegu na 1500 metrów w 1987.

## Rekordy życiowe
- bieg na 800 metrów – 2:01,40 (18 lipca 1986, Ateny)
- bieg na 1500 metrów – 4:13,91 (15 sierpnia 1987, Nairobi)
- bieg na 5000 metrów – 16:05,29 (1 czerwca 1995, Saint-Denis)
- półmaraton – 1:14:32 (1 maja 1998, Indianapolis)
- maraton – 2:32:36 (21 stycznia 1996, Houston)[8]